# The Running Jumping and Standing Still Film

The Running Jumping and Standing Still Film est un court métrage burlesque anglais co-écrit, mis en musique, photographié, co-monté, interprété et réalisé par Richard Lester en 1959.

## Synopsis
Il s'en passe de drôles choses dans la campagne anglaise : citons par exemple cette femme de ménage qui nettoie l'herbe de la prairie à l'aide d'une brosse dure, cet homme portant un masque de plongée et arborant un fusil qui descend sous l'eau pour aller à la chasse aux poissons, ce violoniste qui lit sa partition à l'aide d'un télescope, ce photographe qui prend des clichés à l'aide d'un flash qui explose comme une arme à feu, cet homme qui actionne un phonographe en tournant lui-même autour de l'appareil, ce duel qui se résout par la mort du témoin. Et ce n'est pas tout.

## Fiche technique
- Titre : The Running Jumping and Standing Still Film
- Co-scénariste, directeur de la photographie, cameraman, co-monteur, compositeur et réalisateur : Richard Lester (sous le nom de Dick Lester)
- Autres scénaristes : Peter Sellers, Spike Milligan, Mario Fabrizi
- Producteur, co-monteur : Peter Sellers
- Production : Peter Sellers Productions
- Distribution : British Lion Film Corporation
- Genre : Court métrage burlesque
- Langue : Anglais (aucun dialogue)
- Format :  Noir et blanc, 16 mm, son monophonique, procédé : sphérique, 1 x 1,37 - Caméra : Bolex 16 mm
- Durée : 11 minutes
- Dates de sortie :
  - France : décembre 1960 (Journées internationales du film de court métrage de Tours)
- Certificat de censure anglais : U (pour tous)

## Interprétation
- Peter Sellers : le photographe
- Spike Milligan
- Mario Fabrizi
- Leo McKern : l'homme au gant de boxe
- Richard Lester : le peintre
- Graham Stark
- David Lodge
- Dick Bentley
- Bruce Lacey : l'homme au disque
- Johnny Vyvyan

## Palmarès
- Nomination à l'Oscar du Meilleur Court Métrage (1960)
- Prix du Meilleur Court Métrage de Fiction au Festival de San Francisco (1959)

## Autour du film
- Filmé en l'espace de deux dimanches de 1959 pour un budget de... 70 livres sterling, y compris la location d'une prairie pour... 5 livres
- Ce court métrage a influencé les sketches de la série Monty Python's Flying Circus des Monty Python[1]
- C'est l'un des films préférés des Beatles, ce qui les conduira à s'assurer les services de Lester pour A Hard Day's Night. La scène où le groupe s'amuse dans un champ est inspirée de ce film.
- Le film fut monté par Lester et Sellers dans une chambre à coucher.